# Negacionismo de la dictadura militar en Brasil

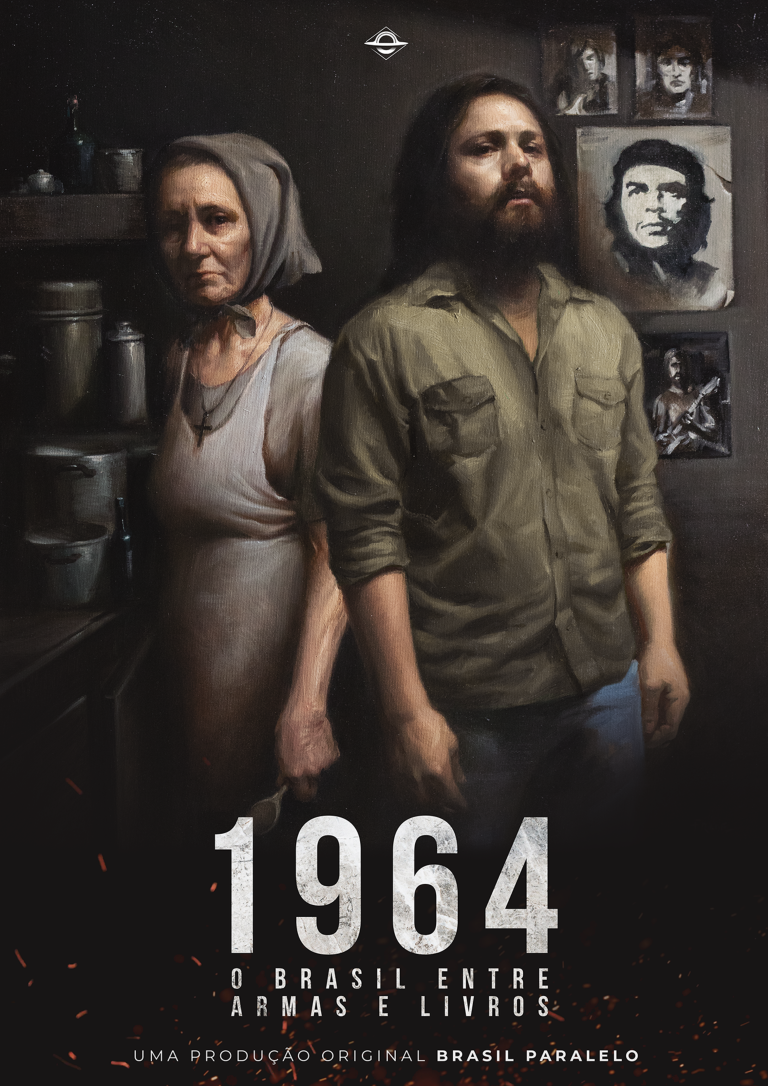
Los historiadores consideran 1964: O Brasil entre Armas e Livros un ejemplo de negacionismo y distorsión de la historia de la dictadura militar, por la incongruencia en informaciones y hechos históricos, y principalmente por la romantización y sesgo del enfoque narrativo del documental.

El negacionismo de la dictadura militar en Brasil es un tipo de revisionismo histórico negacionista existente en aquel país sudamericano. Se trata de una serie de argumentos y creencias, en su mayoría de carácter conspirativo y sin una base histórica sólida, que busca relativizar, justificar e incluso negar los crímenes, violaciones a los derechos humanos y acciones antidemocráticas cometidas durante la dictadura militar brasileña (1964-1985), además de intentar refutar todas las evidencias y datos habitualmente utilizados en la historiografía, creando así una narrativa, con fines puramente ideológicos y políticos, que pretende romantizar uno de los períodos más represivos de la historia de Brasil.

## Historia
Además de la redemocratización que tuvo lugar después de la Ley de Amnistía, que evitó castigar a los responsables del terrorismo de Estado, hubo un cambio en la memoria social de la dictadura cívico-militar brasileña a partir de los años 2000, con una creciente politización entre derecha e izquierda.
Los hechos ocurridos durante la dictadura siempre han sido, desde la redemocratización, un asunto controvertido en la sociedad brasileña, y el tema ganó notoriedad y visibilidad nacional en las elecciones de 2018 y durante el proceso de destitución de Dilma Rousseff, cuando, en la televisión nacional, el entonces diputado federal por Río de Janeiro Jair Bolsonaro -quien luego sería elegido presidente de Brasil- honró a Carlos Brilhante Ustra, un coronel del ejército brasileño conocido por las torturas cometidas en el apogeo del régimen. A partir de entonces, el debate sobre el período ganó cada vez más espacio en los medios y corrientes políticas.
Tras ser elegido, Bolsonaro comenzó a celebrar el golpe a través de notas conmemorativas publicadas en el sitio web del Ministerio de Defensa. El 30 de marzo de 2021, el Ministerio de Defensa y de las Fuerzas Armadas difundieron una nota firmada por los comandantes de las tres Fuerzas y por el ministro de Defensa, Walter Braga Netto, calificando el golpe de Estado como un "hito histórico de la política brasileña".

## Características del negacionismo
El negacionismo de la dictadura se encuentra a menudo en los círculos ultraconservadores y en la derecha radical brasileña. Algunos altos oficiales de las Fuerzas Armadas de Brasil ya han hecho declaraciones polémicas sobre el Régimen Militar brasileño. En muchos casos, los negacionistas dicen sentir una especie de nostalgia y tienden a rodear la época de un aura heroica y nostálgica, algunos incluso dicen que se sienten “extraños” o que esa fue “la mejor época de sus vidas”, pero suelen ignorar, relativizar o incluso negar crímenes y violaciones de los Derechos Humanos y la democracia por parte del régimen.
Augusto Heleno afirmó:

(...) Hay dos visiones de la historia de Brasil. Para mí no fue un golpe, fue una contrarrevolución. Si no hubiera contrarrevolución hoy seríamos Cuba. (...)
Augusto Heleno, ministro de Seguridad de Brasil.

### Negación del autoritarismo, tortura y represión
Los defensores del régimen militar inevitablemente tienden a suavizar o negar el carácter autoritario, utilizando a menudo argumentos vacíos y sin base histórica. Suelen calificar de “falsa” la forma en que se retrata la violencia de la época en los libros de historia. Obvian que los militares gobernaron el país a través de los Actos Institucionales y la censura impuesta a los medios de comunicación. La Ley de Seguridad Nacional, creada en 1967, fue el principal instrumento para incriminar a los opositores, que a menudo se oponían a las directrices del gobierno.
En la misma línea, también ignoran o minimizan la represión del período como "un mal necesario" o "deliberadamente exagerada". También ponen en duda los testimonios de personas torturadas, como lo hizo Eduardo Bolsonaro cuando se burló de las torturas sufridas por la periodista Miriam Leitão. En una entrevista afirmó: "Tengo la pulga detrás de la oreja, por qué no tienes un vídeo, otro testigo o prueba documental".
Los militares no presentaron pruebas en su contra de ellos mismos. Siempre tuvieron cuidado de mantener la tortura y la brutalidad fuera de los ojos de la sociedad, ya que siempre les preocupaba transmitir un "barniz de civismo y democracia al régimen". Sin embargo, sí existe una gran cantidad de evidencia que no deja dudas sobre las torturas y constantes violaciones de derechos humanos practicadas por los militares. 
Consisten en:
- Pruebas documentales: los expedientes y documentos de los propios órganos depresivos, siendo muchas veces "expedientes" de sus víctimas con información personal sobre sus actividades y sus familias. Al finalizar la dictadura, muchos documentos fueron quemados por órdenes de oficiales superiores, probablemente para encubrir más crímenes.[15][16] Existen testimonios de las víctimas, fotos, vídeos y audios sobre estas prácticas.[17]

- Evidencia física: instrumentos de tortura; las instalaciones del DOI-CODI y otras clandestinas como la finca 31 de Março, donde se practicaban torturas, asesinatos u ocultación de cadáveres.[18][19]

- Evidencia forense: a partir de una extensa investigación criminal se encontraron huesos de víctimas de la dictadura que no dejan dudas sobre tortura. Entre los restos humanos analizados son habituales las fracturas y marcas de bala.[20]

En 2022, el historiador y profesor Carlos Fico publicó, después de analizar más de 10.000 horas de grabaciones de audio del Tribunal Superior Militar, un audio de la década de 1970 en el que ministros hablaban abiertamente sobre el tema y admitían la práctica de tortura empleada por el Estado brasileño.

### Negación de la evidencia
Existe una vasta colección de evidencias del régimen militar dentro y fuera de Brasil, incluida la CIA (la principal agencia de inteligencia de los Estados Unidos) que registró todos los pasos de los gobiernos militares en Brasil.

(Es) decisión del presidente brasileño Ernesto Geisel de continuar con la ejecución sumaria de subversivos peligrosos bajo ciertas condiciones
William Colby, director de la CIA acerca de la persecución en el gobierno de Geisel.

Hay documentos –algunos firmados por las principales autoridades de la época–, vídeos, audios y otros registros. Hay pruebas materiales, como instalaciones militares destinadas a la tortura y la represión. También hay evidencia socioeconómica -como el Producto Interno Bruto y los índices de desigualdad social, deuda externa, inflación, etc., recopilados de instituciones independientes como el Fondo Monetario Internacional y el Banco Mundial, que prueban el desarrollismo y la concentración de ingresos, que eran otras características del régimen. El negacionismo ignora todas estas evidencias, incluso las más sólidas, como documentos nacionales e internacionales en un gran esfuerzo de desinformación. Durante las numerosas comisiones de la verdad realizadas hubo restricciones legales a la información, destrucción de pruebas y falta de manejo por parte de los militares de las bases de datos originales.

## Argumentos negacionistas

### Mito de la falta de corrupción
El mito de que “la corrupción no existía en el Régimen militar” persiste en los círculos negacionistas. Todavía hay quienes culpan al proceso de redemocratización de los recientes escándalos que involucran a varios políticos. La corrupción en Brasil tiene raíces históricas, mucho antes de que se proclamara el régimen republicano, y no es difícil encontrar casos de nepotismo, por ejemplo.

Delfim Netto, ministro de Economía durante la mayoría de los gobiernos militares, fue acusado en más de una ocasión de estar involucrado en esquemas de corrupción durante el período, entre ellos la recepción de sobornos y malversación de dinero público.

Este argumento se basa en circunstancias subjetivas, por ejemplo: si no hubo noticias y no se sabía nada sobre la corrupción, se concluye que esta no existió. Sin embargo, esto ignora que en la época del régimen toda la prensa estaba censurada por el gobierno y, por tanto, se controlaba la información a la que tenía acceso la población.
Hubo numerosos casos de corrupción durante la dictadura, desde contrabando, malversación, soborno e incluso vinculación con el crimen organizado en Río de Janeiro, sin embargo, la falta de transparencia, el fraude de las Fuerzas Armadas y el desgaste de las leyes de un Estado de la ley significaba que tales acciones quedaran, la mayoría de las veces, completamente impunes. Varios de los ministros y subordinados del gobierno tenían diversos beneficios, incluido el acceso a obras oficialmente censuradas en Brasil.

### Mito del apoyo popular incondicional
Desde el inicio del régimen, se produjeron protestas en diferentes lugares de Brasil, demostrando que no toda la población estaba de acuerdo con las actitudes de las Fuerzas Armadas. Cuando asumió el poder, Costa e Silva prometió diálogo con la oposición, pero su gobierno estuvo marcado por la represión, la brutalidad y la violencia contra sus oponentes políticos. En una manifestación de descontento popular, las protestas aumentaron al mismo ritmo que el cierre político, siendo el ejemplo más notable la Marcha de 100 mil, en Río de Janeiro, en 1968.

### Crisis económica
Otra consecuencia que desmiente la falacia de la “Edad de oro” en Brasil durante la dictadura es la severa crisis económica que golpeó después de las sucesivas crisis del petróleo después de 1973. La inflación empezó a subir y el gobierno, en un intento de superar la crisis, inició un ambicioso proyecto de desarrollo, pero para ponerlo en práctica fue necesario obtener préstamos internacionales. Pero los resultados estuvieron por debajo de las expectativas y los militares comenzaron a pedir más préstamos para pagar saldos anteriores, lo que aumentó aún más la deuda brasileña. La inflación erosionó el salario de los trabajadores, cuyos bajos salarios se erosionaban todos los días. La inflación alcanzó alrededor del 40% durante el gobierno de Geisel. Al final del régimen militar, la deuda externa brasileña superó los 100 mil millones de dólares y la inflación alcanzó el 250% anual, un récord histórico.

## Criminalización
En 2019, en vísperas del 55 aniversario del golpe de Estado de 1964, el diputado por Maranhão Márcio Jerry presentó en la Cámara un proyecto para criminalizar las apologías de la dictadura militar o cualquier tipo de golpe que tenga como objetivo romper el actual sistema político.
Actualmente, el tema es objeto de constantes debates tanto en la política como en la propia sociedad.